# لکسوس ان‌ایکس
لکسوس ان‌ایکس (انگلیسی: Lexus NX) از خودروهای معرفی شده در سال ۲۰۱۴ میلادی ساخت شرکت لکسوس می‌باشد.
این خودروی لوکس از نوع کامپکت اس‌یووی است که در دو مدل بنزینی و هایبرید روانه بازار شده‌است. پیشرانه این خودرو از تکنولوژی بالایی برخوردارست که با توجه به حجم موتور پایین می‌تواند قدرت و گشتاور مناسبی را تولید کند.
نسخه هایبرید این خودرو را که با کد NX300h می‌شناسند، دارای یک پیشرانه ۴ سیلندر خطی ۱۶ سوپاپ مجهزبه سیستم VVT-i است که با حجم موتور ۲۴۹۴ سی سی به همراه یک موتور الکتریکی جدید قادر است حداکثر به صورت ترکیبی ۱۹۷ اسب بخار قدرت را در ۵۷۰۰ دور در دقیقه و ۲۱۰ نیوتن متر گشتاور را در ۴۴۰۰ دور در دقیقه به چهار چرخ منتقل کند.انتقال قدرت این خودروی کراس اوور توسط یک گیربکس E-CVT انجام می‌شود که با امکان تعویض دنده دستی پرفورمنس بالایی را برای خودرو ایجاد می‌کند؛ و همچنین در نسخه توربو این ماشین NX200t از یک موتور ۲۰۰۰ سی سی توربو شارژر استفاده شده و در دور موتور 4800rpm قدرت ۲۳۵ اسب بخاری تولید می‌کند و شتاب صفر تا صد کیلومتر بر ساعت را در مدت زمان ۶٫۹ ثانیه طی می‌کند و دارای یک گیربکس شش سرعته اتوماتیک است. لکسوس ان ایکس با توجه به طراحی که از الماس الهام گرفته شده‌است و کیفیت و متریال بالا قطعات ان پرفروش‌ترین خودروی لوکس بازار ایران در سال ۹۶ و ۹۵ بوده‌است که توسط نماینده تویوتا (ایرتویا) در دو نسخه هیبرید و بنزین عرضه شده و در فروش توانسته از رقبای خود یعنی ب ام و ایکس ۱ و اُودی کیو ۳ به خوبی پیشی بگیرد